# Andrzej Waleron
Andrzej Waleron (ur. 16 października 1882 w Sudole, zm. 2 lutego 1969 w Warszawie) – polski polityk ruchu ludowego, dziennikarz, poseł na Sejm, członek Rady Głównej Centralnego Towarzystwa Organizacji i Kółek Rolniczych od 1934.

## Życiorys
W 1901 ukończył seminarium nauczycielskie, pracował w szkole powszechnej do 1916. Początkowo był członkiem Polskiej Partii Socjalistycznej (lata 1902–1907). Pisał już wówczas do czasopisma ludowego „Zaranie”. Od 1915 w Polskim Stronnictwie Ludowym „Wyzwolenie” (był współzałożycielem tego ugrupowania). Zasiadał w jego władzach naczelnych w latach 1916–1926 (w tym od 1924 do 1925 jako prezes, w tym samym okresie był także wiceszefem klubu poselskiego PSL „Wyzwolenie”).
Podczas I wojny światowej organizował także zrzeszenia nauczycieli ludowych, a także (w latach 1917–1918) był członkiem Polskiej Organizacji Wojskowej. W 1918 brał udział w rozbrajaniu wojsk niemieckich, a później sprawował funkcję komisarza rządu na powiat jędrzejowski.
Po raz pierwszy wybrany do polskiego Sejmu Ustawodawczego w 1919, z okręgu kieleckiego. Mandat posła na Sejm I, II i III kadencji zapewniał sobie w kolejnych wyborach, wchodząc w skład izby do 1935. Od 1926 do 1931 był członkiem Stronnictwa Chłopskiego (w okresie 1929–1931 był prezesem Rady Naczelnej partii). W 1931 w wyniku zjednoczenia ruchu ludowego znalazł się w Stronnictwie Ludowym, w którym sprawował różne funkcje partyjne: m.in. członka Naczelnego Komitetu Wykonawczego oraz prezesa Komitetu. W latach 1933–1935 był prezesem Rady Naczelnej ugrupowania.
Ze Stronnictwa Ludowego odszedł w 1935, podczas nadzwyczajnego kongresu partii, na czele 17 parlamentarzystów SL. W ten sposób zaprotestowali przeciwko uchwale Kongresu, ogłaszającej bojkot wyborów do Sejmu ze strony SL. Zbliżył się wówczas do rządzącego obozu sanacyjnego – próbował zbudować od nowa wraz ze Stanisławem Wroną Stronnictwo Chłopskie, co mu się jednak nie udało.
Po II wojnie światowej w latach 1945–1949 był działaczem prokomunistycznego Stronnictwa Ludowego, od 1948 do 1949 zasiadał w jego radzie naczelnej. W wyniku zjednoczenia partii ludowych w 1949 znalazł się w Zjednoczonym Stronnictwie Ludowym. W latach 1947–1952 pełnił mandat posła na Sejm Ustawodawczy.
Pisał dla czasopism ruchu ludowego: „Zielonego Sztandaru” (redaktor naczelny w latach 1947–1948), „Gazety Chłopskiej”, „Samorządu” i „Plonu”.

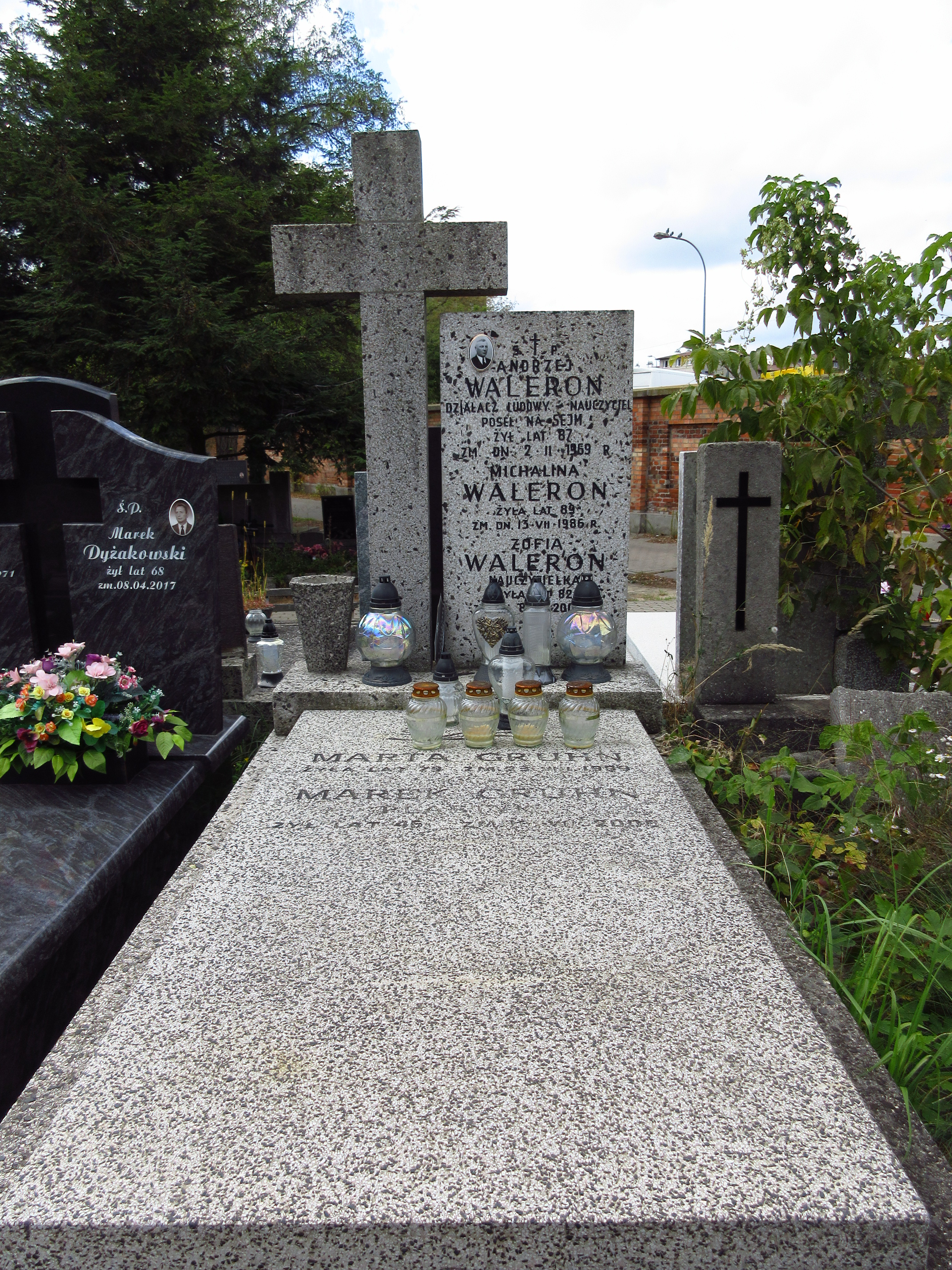
Grób Andrzeja Walerona na Cmentarzu Bródnowskim.

Pochowany na Cmentarzu Bródnowskim w Warszawie (kwatera 98B-5-11).